# Лёгкая атлетика на летних Олимпийских играх 1912
Соревнования по лёгкой атлетике на летних Олимпийских играх 1912 года проводились только среди мужчин. В беге были введены дистанции в 5.000 и 10.000 метров, и убрана дистанция в 5 миль. Олимпийские игры 1912 года стали единственными, на которых не было соревнований по бегу на 400 м с барьерами. Вместо смешанной эстафеты состоялись эстафеты 4×100 и 4×400 м, а дистанция гонки среди команд была сокращена с 3 миль до 3 км. В программу состязаний вернулось десятиборье, введённое в 1904 году но отсутствовавшее в 1908. Из программы был убран бег с препятствиями, в состязаниях по спортивной ходьбе была убрана дистанция в 3.500 м, а дистанция в 10 миль сокращена до 10 км. Были введены соревнования по пятиборью (также как и отдельные соревнования по современному пятиборью). Эксперименты Олимпийских игр 1908 года по метанию диска греческим стилем и метанию копья вольным стилем были заменены на метание копья правой и левой руками, метание диска правой и левой руками, и толкание ядра правой и левой руками. В первый раз состоялись состязания по кроссу (в личном и командном зачётах).

## Общий медальный зачёт
| Место | Страна         | Золото | Серебро | Бронза | Всего |
| ----- | -------------- | ------ | ------- | ------ | ----- |
| 1     | США            | 16     | 14      | 12     | 42    |
| 2     | Финляндия      | 6      | 4       | 3      | 13    |
| 3     | Швеция         | 4      | 5       | 6      | 15    |
| 4     | Великобритания | 2      | 1       | 5      | 8     |
| 5     | Канада         | 1      | 2       | 2      | 5     |
| 6     | ЮАС            | 1      | 1       | 0      | 2     |
| 7     | Греция         | 1      | 0       | 1      | 2     |
| 8     | Норвегия       | 1      | 0       | 0      | 1     |
| 9     | Франция        | 0      | 2       | 0      | 2     |
| 9     | Германия       | 0      | 2       | 0      | 2     |
| 11    | Венгрия        | 0      | 0       | 1      | 1     |
| 11    | Италия         | 0      | 0       | 1      | 1     |
|       |                |        |         |        |       |
| Всего | Всего          | 32     | 31      | 31     | 94    |

## Медалисты
| Дисциплина                                    | Золото                                                                            | Серебро                                                                          | Бронза                                                                                  |
| --------------------------------------------- | --------------------------------------------------------------------------------- | -------------------------------------------------------------------------------- | --------------------------------------------------------------------------------------- |
| 100 м подробнее                               | Ральф Крейг США                                                                   | Альва Мейер США                                                                  | Дональд Липпинкотт США                                                                  |
| 200 м подробнее                               | Ральф Крейг США                                                                   | Дональд Липпинкотт США                                                           | Вилли Эпплгарт Великобритания                                                           |
| 400 м подробнее                               | Чарльз Рейдпат США                                                                | Ханс Браун Германия                                                              | Эдвард Линдберг США                                                                     |
| 800 м подробнее                               | Тед Мередит США                                                                   | Мелвин Шеппард США                                                               | Айра Дэйвенпорт США                                                                     |
| 1500 м подробнее                              | Арнольд Джексон Великобритания                                                    | Абель Кивиат США                                                                 | Норман Тэйбер США                                                                       |
| 5000 м подробнее                              | Ханнес Колехмайнен Финляндия                                                      | Жан Буэн Франция                                                                 | Джордж Хатсон Великобритания                                                            |
| 10 000 м подробнее                            | Ханнес Колехмайнен Финляндия                                                      | Льюис Теванима США                                                               | Албин Стенроос Финляндия                                                                |
| 110 м с барьерами подробнее                   | Фред Келли США                                                                    | Джеймс Венделл США                                                               | Мартин Хоукинс США                                                                      |
| Эстафета 4×100 м подробнее                    | Великобритания · Дэвид Джейкобс · Генри Макинтош · Виктор д’Арси · Вилли Эпплгарт | Швеция · Иван Мёллер · Карл Лутер · Туре Персон · Кнут Линдберг                  | не присуждалась                                                                         |
| Эстафета 4×400 м подробнее                    | США · Эдвард Линдберг · Тед Мередит · Чарльз Рейдпат · Мелвин Шеппард             | Франция · Пьер Фейо · Шарль Лелон · Шарль Пульнар · Робер Шуррер                 | Великобритания · Эрнест Хенли · Джордж Никол · Сирил Сидхаус · Джеймс Соуттер           |
| Командный бег на 3000 м подробнее             | США · Телл Берна · Джордж Бонег · Абель Кивиат · Генри Луис Скотт · Норман Тэйбер | Швеция · Торильд Ульссон · Эрнст Виде · Брор Фокк · Нильс Фрюкберг · Джон Зандер | Великобритания · Джо Коттрилл · Джордж Хатсон · Уильям Мур · Эдвард Оуэн · Сирил Портер |
| Марафон подробнее                             | Кеннет Макартур ЮАС                                                               | Кристофер Гитшем ЮАС                                                             | Гастон Стробино США                                                                     |
| Ходьба 10 км подробнее                        | Джордж Гоулдинг Канада                                                            | Эрнст Уэбб Великобритания                                                        | Фернандо Альтимани Италия                                                               |
| Индивидуальный кросс подробнее                | Ханнес Колехмайнен Финляндия                                                      | Яльмар Андерссон Швеция                                                          | Юхан Эке Швеция                                                                         |
| Командный кросс подробнее                     | Швеция · Яльмар Андерссон · Юхан Эке · Йосеф Тернстрём                            | Финляндия · Ханнес Колехмайнен · Ялмари Эскола · Албин Стенроос                  | Великобритания · Эрнест Глоувер · Фредерик Хиббинс · Томас Хамфрис                      |
| Прыжки в длину подробнее                      | Альберт Гаттерсон США                                                             | Келвин Бриккер Канада                                                            | Георг Оберг Швеция                                                                      |
| Тройной прыжок подробнее                      | Густаф Линдблом Швеция                                                            | Георг Оберг Швеция                                                               | Эрик Альмлёф Швеция                                                                     |
| Прыжки в высоту подробнее                     | Алма Ричардс США                                                                  | Ханс Лише Германия                                                               | Джордж Хорайн США                                                                       |
| Прыжки с шестом подробнее                     | Харри Бэбкок США                                                                  | Фрэнк Нельсон США                                                                | Уильям Хэлпенни Канада                                                                  |
| Прыжки с шестом подробнее                     | Харри Бэбкок США                                                                  | Фрэнк Нельсон США                                                                | Фрэнк Мёрфи США                                                                         |
| Прыжки с шестом подробнее                     | Харри Бэбкок США                                                                  | Маркус Райт США                                                                  |                                                                                         |
| Прыжки с шестом подробнее                     | Харри Бэбкок США                                                                  | Бертиль Угла Швеция                                                              |                                                                                         |
| Прыжки в длину с места подробнее              | Константинос Циклитирас Греция                                                    | Плэтт Адамс США                                                                  | Бенджамин Адамс США                                                                     |
| Прыжки в высоту с места подробнее             | Плэтт Адамс США                                                                   | Бенджамин Адамс США                                                              | Константинос Циклитирас Греция                                                          |
| Толкание ядра подробнее                       | Патрик Макдональд США                                                             | Ральф Роуз США                                                                   | Лоуренс Витни США                                                                       |
| Метание диска подробнее                       | Армас Тайпале Финляндия                                                           | Ричард Бёрд США                                                                  | Джеймс Дункан США                                                                       |
| Метание молота подробнее                      | Мэттью Макграт США                                                                | Дункан Джиллис Канада                                                            | Кларенс Чайлдс США                                                                      |
| Метание копья подробнее                       | Эрик Лемминг Швеция                                                               | Юлиус Сааристо Финляндия                                                         | Мор Коцан Венгрия                                                                       |
| Толкание ядра правой и левой руками подробнее | Ральф Роуз США                                                                    | Патрик Макдональд США                                                            | Эльмер Никландер Финляндия                                                              |
| Метание диска правой и левой руками подробнее | Армас Тайпале Финляндия                                                           | Эльмер Никландер Финляндия                                                       | Эмиль Магнуссон Швеция                                                                  |
| Метание копья правой и левой руками подробнее | Юлиус Сааристо Финляндия                                                          | Вяйнё Сийканиеми Финляндия                                                       | Урхо Пелтонен Финляндия                                                                 |
| Пятиборье подробнее                           | Фердинанд Бье Норвегия                                                            | Джеймс Донахью США                                                               | Фрэнк Люкмен Канада                                                                     |
| Пятиборье подробнее                           | Джим Торп США                                                                     | Джеймс Донахью США                                                               | Фрэнк Люкмен Канада                                                                     |
| Десятиборье подробнее                         | Хуго Висландер Швеция                                                             | Чарльз Ломберг Швеция                                                            | Йёста Хольмер Швеция                                                                    |
| Десятиборье подробнее                         | Джим Торп США                                                                     | Чарльз Ломберг Швеция                                                            | Йёста Хольмер Швеция                                                                    |